# Vicente Díez de Tejada
Vicente Díez de Tejada (Madrid, 1872-Barcelona, 1940) fue un telegrafista, autor teatral, poeta y novelista español.

## Biografía
Estudió en el colegio Cardenal Cisneros de la capital. Con quince años ya publicó su libro de poemas El primer acorde (1887). Abandonó la carrera de Medicina, que cursaba en la Universidad Central de Madrid, para preparar oposiciones al Cuerpo de Telégrafos. Ingresó en Telégrafos como oficial segundo en 1891 y su primer destino fue Tánger. Allí conoció a la que sería su mujer y madre de sus dos hijas, y continuó publicando algunos libros de poemas y obras en prosa a lo largo de la década de 1890 y a comienzos del siglo.
De regreso a la península ibérica, fue trasladado como jefe de Telégrafos a la oficina telegráfica de Arenys de Mar, cerca de Barcelona, localidad en la que fijaría su residencia definitivamente y en la que escribiría su obra literaria durante casi cuarenta años. Todo ello sin abandonar su trabajo como jefe de Telégrafos de la ciudad.
Diez de Tejada, además, colaboró en las revistas profesionales de Telégrafos con relatos humorísticos, y nunca perdió el contacto directo con los problemas de los telegrafistas. La revista que dio más importancia a las colaboraciones literarias fue El Telégrafo Español que, incluso creó un suplemento, En Broma, donde colaboraron escritores como Jackson Veyán y el propio Vicente Díez de Tejada. Cuando Díez de Tejada estrenó en el teatro madrileño El Obrero Español, en abril de 1892, el monólogo cómico en verso, ¡Uno más! la revista publicó la obra y la vendió por una peseta.
Fue director durante muchos años de la revista de Telégrafos El Electricista hasta su desaparición en 1931. Esta revista publicaba, entre otros muchos temas. la reseña de los actos celebrados el 22 de abril, fecha de la creación del Cuerpo de Telégrafos. Estos actos eran organizados por el Círculo Telegráfico e incluían representaciones teatrales, conciertos, comida de hermandad, etc. En 1926 publica la revista acerca de estos actos, que tanto la representación teatral, que se celebró en el Teatro de la Princesa y que corrió a cargo del cuadro artístico del Centro Telegráfico, como las composiciones interpretadas por la coral de Madrid fueron radiadas por Unión Radio Madrid.
Los telegrafistas de toda España, que no habían podido acudir a Madrid a celebrar su fiesta, decían estar muy emocionados por haber tenido la oportunidad de oír, por radio, todo el festival.

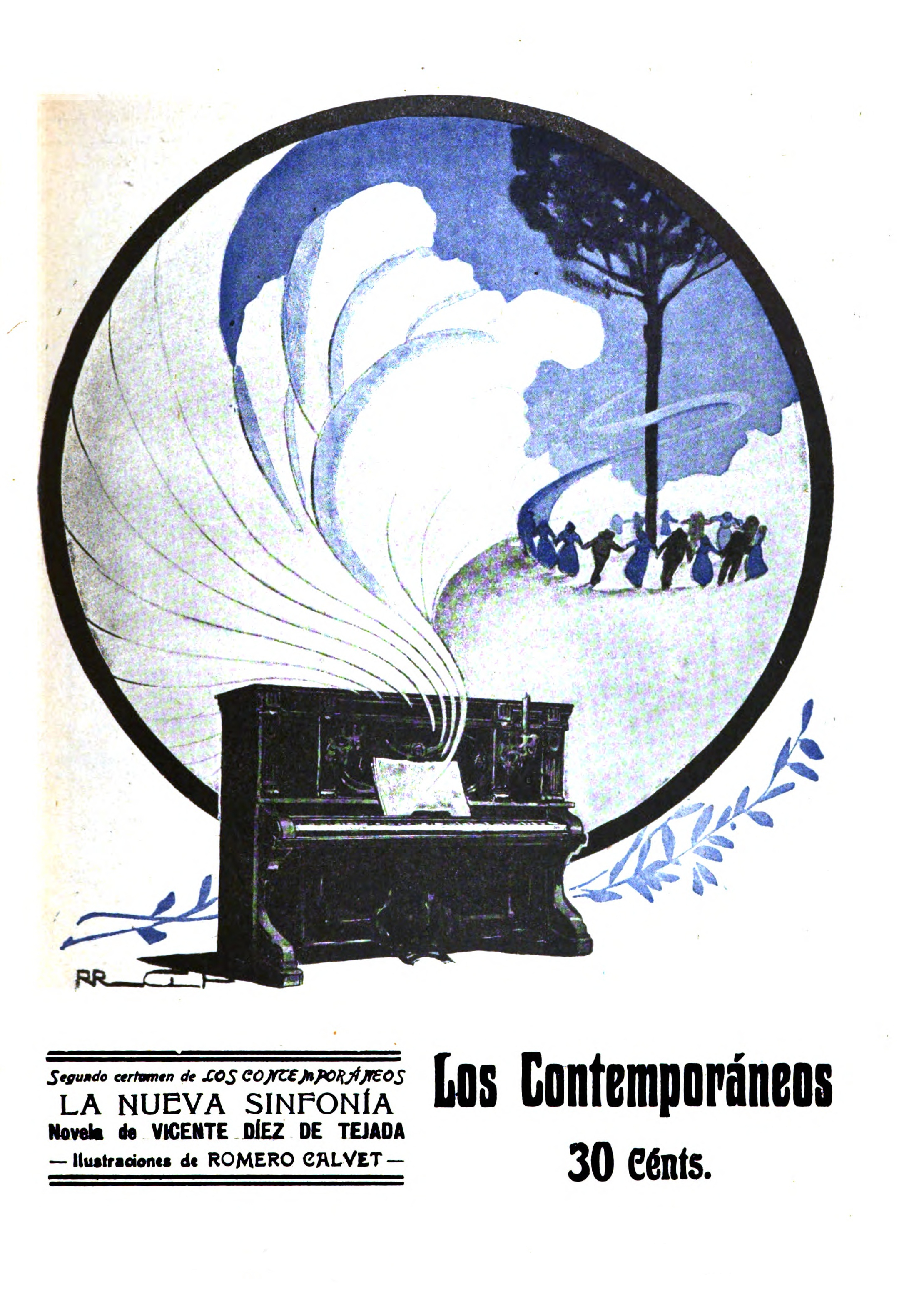
La nueva sinfonía (n.º 170 de Los Contemporáneos, 1912)

Su carrera literaria despegó cuando ganó el concurso de cuentos de Blanco y Negro, revista de la que fue redactor literario. Poco después, ganó sendos premios de las colecciones Biblioteca Patria, con Ninette (1908), y Los Contemporáneos, con Eros (1910). A partir de entonces, comenzó una prolífica carrera literaria.
Publicó relatos en revistas y periódicos como La Ilustración Española y Americana, La Ilustración Artística, El Liberal, El Debate, Nuevo Mundo, Por esos Mundos o La Actualidad, y numerosas novelas cortas en colecciones como La Novela para Todos, La Novela Semanal, La Novela Corta, La Novela de Noche, La Novela de Bolsillo, El Libro Popular, La Novela con Regalo, y, sobre todo, en Biblioteca Patria y Los Contemporáneos, en las que siguió acumulando premios.
A partir de 1923 y hasta entrada la década de 1930, colaboró en exclusiva con La Novela de Hoy. Además, realizó labores ocasionales de traductor, principalmente de los libros orientalistas de Pierre Loti.
En 1929 Vicente Díez de Tejada ya leía sus cuentos a los radioyentes desde la emisora Unión Radio Barcelona, que estaba instalada en la cumbre del Tibidabo. Sus compañeros telegrafistas se sentían muy orgullosos de escuchar a través de las ondas, la obra literaria de su compañero de profesión.

## Obra
- El primer acorde, Madrid, Establecimiento Tipográfico de M. Minuesa, 1887;
- ¡Cosas de los moros! (Impresiones de la vida en Tánger), Barcelona, F. Granada y Cía., 1906;
- Ninette, Madrid, Biblioteca Patria de Obras Premiadas, 1908; Eros, Madrid, Los Contemporáneos, 1910;
- El escapulario Rothschild, Madrid, Biblioteca Patria de Obras Premiadas, 1914;
- Iris de paz, Madrid, Los Contemporáneos, 1918;
- P. Loti, Supremas visiones de Oriente (alcanza hasta 1921), trad. de ~, Barcelona, Cervantes, 1922 (Palma de Mallorca, Olañeta, 2001);
- La pastoral de Paco Mir, Madrid, La Novela de la Mujer, 1923; P. Loti, El Moghreb, trad. de ~, Barcelona, Cervantes, 1923;
- ¡Madres las que tenéis hijas!.., (novela de abominación, saludable artificio fraguado con datos del natural), Madrid, La Novela de Noche, 1925;
- En las fronteras del pecado, Madrid, La Novela de Noche, 1928.